# Paculla Annia

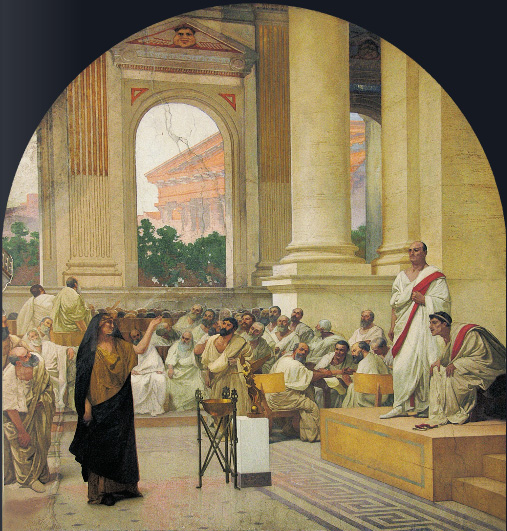
La liberta Ispala Fecenia denuncia la asociaciñon de las bacanales de Cesare Maccari. Corte Suprema de Casación (Roma).

Paculla Annia o Pácula Annia (siglo III - siglo II) fue una sacerdotisa romana de Baco de origen campano.
Solo es conocida a través del relato del historiador romano Tito Livio en su Ab urbe condita que cuenta cómo Paculla fue responsable de la introducción, desarrollo y difusión de fiestas bacanales no oficiales en Roma. Serían ferozmente reprimidas en 186 a. C. bajo amenaza de penas extremas, mediante el decreto Senatus consultum de Bacchanalibus, después de una extensa investigación por parte del Senado romano.

## Biografía
Se dice que Paculla Annia empezó a introducir una versión desviada del culto mistérico a Baco hacia 188 a. C. Livio describe las bacanales como fiestas reservadas a las mujeres, con un ritual diurno que se celebraba tres días al año. Paculla Annia las cambió por rituales nocturno, aumentó su frecuencia a cinco al mes, las abrió a todas las clases sociales, a ambos sexos -empezando por sus propios hijos, Minio y Erennio Cerrino- y fomentó el abuso del vino y la promiscuidad sexual entre los iniciados. Se dice que, como sacerdotisa, organizaba las reuniones de su culto no oficial en el bosquecillo de Stimula, en la ladera occidental del Aventino, donde la colina desciende hacia el Tíber. En el siglo II, el Aventino era un barrio étnicamente mixto, muy poblado por plebeyos y sede de numerosos cultos nuevos procedentes de fuera del Lacio.
Una antigua iniciada, la liberta Ispala Fecenia, aunque temía la venganza de sus antiguos compañeros iniciados, reveló al Senado, junto con su amante Publio Ebucio, las prácticas de esta nueva secta.
Livio relata que se reveló el uso de la violencia, la falsificación de sellos, la redacción forzada de testamentos y los envenenamientos de los familiares de los iniciados, encubiertos por los falsos testimonios de los demás adeptos. El Senado, una vez concluida la investigación, suprimió el culto. Se creía que el culto funcionaba como un estado oculto dentro del estado y, según Livio, atraía especialmente a aquellos con leuitas animi (mentes volubles o incultas); se pensaba que las clases más bajas, los plebeyos, las mujeres, los jóvenes, los moralmente débiles y los "hombres más parecidos a las mujeres" eran los más susceptibles, pero ni siquiera los hombres de la clase más alta eran inmunes. Livio afirma que de los siete mil investigados, seis mil fueron ejecutados y que los arrestos incluyeron al hijo de Paculla, Minio Cerrino, así como a los otros líderes del culto: los plebeyos Marco y Cayo Atinio de Roma y Lucio Opiterio de Falerii. El decreto de disolución del culto, o más bien su reforma forzosa, mediante un procedimiento judicial extraordinario, figura en el Senatus consultum de Bacchanalibus. Minio fue enviado al exilio en Ardea, mientras que se desconoce el destino de Paculla.

## Interpretaciones
La mayoría de los académicos modernos están de acuerdo en que los cultos mistéricos dionisíacos o báquicos ya se practicaban en la Italia romana durante varias décadas antes de 186 a. C., cuando fueron considerados inaceptables por las autoridades romanas y rápidamente suprimidos. Es poco probable que Paculla Annia introdujera por sí sola todos los cambios que le atribuye Tito Livio; muchos de sus dramatis personae parecen basarse más en obras satíricas romanas que en las propias bacanales. 
Ispala Fecenia proporciona el tropo dramático de la "prostituta con corazón de oro", cuyo valeroso testimonio, bondad y lealtad superan con creces su bajo origen, profesión y miedo a las represalias. El latinista Michael Fontaine, suponiendo que el Truculento de Plauto es contemporáneo de los acontecimientos de 186, especula con que su argumento y su personaje central, la codiciosa e intrigante cortesana Fronesio, son una "velada alegoría políticamente conservadora" de Paculla Annia y su implicación en el escándalo de las bacanales, en particular, su introducción ilícita de hombres en el culto y su desafío al orden y las normas establecidas. Se dice que el personaje de Fronesio está basado en Friné, una prostituta griega acusada -como Livio acusa a Paculla Annia- de impiedad, de fomentar la promiscuidad sexual entre hombres y mujeres y de introducir el culto misterioso de Isodaite, una nueva deidad. Fontaine, continuando el paralelismo entre comedia y escándalo, recuerda cómo el criado Truculento pretende agradar a un público de patricios romanos.
El Senatus consultum de Bacchanalibus se ha interpretado como una afirmación de la autoridad civil y religiosa de Roma, ya fuera en toda la península itálica o dentro de los territorios romanos, tras la reciente guerra púnica y la consiguiente inestabilidad social y política. Durante la crisis que siguió a la Guerra púnica, se reprimieron algunos cultos extranjeros y diversos oráculos. Sin embargo, esta represión fue mucho menor que la de las bacanales y la censura no se extendió más allá de los muros de Roma. Las bacanales ilícitas persistieron en secreto durante muchos años, sobre todo en el sur de Italia, su probable lugar de origen.